# Giuseppe Paolin
Giuseppe Paolin (Treviso, 23 novembre 1966) è un politico italiano, deputato della XVIII legislatura per la Lega Nord.

## Biografia
Dal 2007 al 2016 è consigliere comunale di Possagno nelle liste della Lega Nord.
Candidato alla Camera dei deputati nelle liste della Lega per Salvini Premier alle elezioni politiche in Italia del 2018, risulta essere il primo dei non eletti.
In seguito ad accoglimento di ricorso e riconteggio delle schede nella circoscrizione Veneto 1, il seggio assegnato a Luca De Carlo sindaco di Calalzo di Cadore (esponente di Fratelli d'Italia) viene assegnato a Giuseppe Paolin. Il 5 agosto 2020 è subentrato ufficialmente a Luca De Carlo.